# SFホイップクリーム
『SFホイップクリーム』は、2002年12月14日公開の日本映画。
瀬々敬久監督が手掛けた異色のSFアドベンチャー。旧ソ連のカルト的人気作品｢不思議惑星キン・ザ・ザ｣に着想を得て描く、浮遊感漂う痛快コメディ。

## ストーリー
2060年、地球に不法滞在している宇宙人に育てられた25歳の青年KENは、カール・ゴッチを神と崇め、怪しげな"クスリ"を売って生計を立てている。
ある日、クスリの売上金をごまかしていたことがバレて組織に追われる身となり仕方なく麻薬Gメンのところに逃げ込んだ。が、そこでKENのIDが偽造かつ宇宙人仕様なことが判明し、育ての親の星に強制送還されてしまう。そこで、KENは多くの珍現象に遭遇していく。

## キャスト
- KEN：武田真治
- ヒデ・サイトウ・ピエール：松重豊
- KAZ：池端絵美子
- RAY：片山佳
- マック小笠原：塩野谷正幸
- ホシ・セント：森下能幸
- 消える青年：武田大和
- 総理：水道橋博士

## スタッフ
- 監督：瀬々敬久
- 脚本：瀬々敬久
- プロデューサー：神野智、下田淳行
- 撮影監督：林淳一朗
- V・E：三坂裕之
- カメラオペレーター：水口智之
- 照明：豊見山明長
- 美術：丸尾知行
- 音楽：安川午朗
- 編集：菊池純一
- 録音：三澤武徳
- 助監督：吉村達矢、毛利安孝
- 制作担当：藤原恵美子
- 通訳：山田博基、神野ゆう
- 翻訳：大柴雅之
- C・A：中嶋健
- 特機：横山聖
- 照明助手：席輝久、津田道典、北岡孝文
- 録音助手：廣木邦人
- 美術助手：伊藤ゲン
- 特殊造形：松井祐一
- 造形：古積弘二、丹治匠、芳賀香織、松本知恵、山口絹代、山本直輝
- 特道具：堀千恵
- 操演：小林正巳
- メイク/衣装：佐藤泰子
- スタイリスト：大塚勇造
- 整音：中田裕章
- 音響効果：小川広美
- 整音助手：清水絵理子
- 映写：澤池正幸
- 光学リレコ：上田太士
- メインタイトルデザイン：赤松陽横造
- HDスーパーバイザー：秋山雅和
- HDプロデューサー：都築正文
- HD撮影コーディネーター：井上充夫
- HDテクニカルコーディネーター：加藤美代司
- HDレーザーシネマ：仲村眞、稲垣知康
- INFERNO：野田智雄
- HD編集：小松澤章浩
- タイミング：小椋俊一、廣瀬亮一